# Kerkhof van Ramegnies-Chin
Het Kerkhof van Ramegnies-Chin is een gemeentelijke begraafplaats in het Belgische dorp Ramegnies-Chin, een deelgemeente van Doornik. Ze ligt in het dorpscentrum rond de Église St. Urbain.

## Britse oorlogsgraven
Op de begraafplaats ligt tegen de noordelijke flank van de kerk een perk met 21 Britse gesneuvelden uit de Tweede Wereldoorlog. Zes van hen konden niet meer geïdentificeerd worden. De meeste doden vielen tussen 21 en 23 mei 1940 tijdens de gevechten tegen het oprukkende Duitse leger. 
De graven worden onderhouden door de Commonwealth War Graves Commission en staan er geregistreerd als Ramegnies-Chin Churchyard.